# Synaxidae
Synaxidae är en familj av kräftdjur. Synaxidae ingår i överfamiljen Palinuroidea, ordningen tiofotade kräftdjur, klassen storkräftor, fylumet leddjur och riket djur. Enligt Catalogue of Life omfattar familjen Synaxidae 3 arter. 
Kladogram enligt Catalogue of Life:
| Synaxidae | \| \| Palibythus \| \| \| \| \| \| Palinurellus \| \| \| \| |
|           | \| \| Palibythus \| \| \| \| \| \| Palinurellus \| \| \| \| |
|           | Palinuridae                                                 |
|           |                                                             |
|           | Scyllaridae                                                 |
|           |                                                             |
|           | Palibythus                                                  |
|           |                                                             |
|           | Palinurellus                                                |
|           |                                                             |

|  | Palibythus   |
|  |              |
|  | Palinurellus |
|  |              |